# Нижњебаканскаја
Нижњебаканскаја (рус. Нижнебаканская) насељено је место руралног типа (станица) на југу европског дела Руске Федерације. Налази се у западном делу Краснодарске покрајине и административно припада њеном Кримском рејону.
Према подацима националне статистичке службе РФ за 2010, станица је имала 8.277 становника и била је треће по величини насеље у припадајућем рејону.

## Географија
Станица Нижњебаканскаја се налази у западном делу Краснодарске покрајине, на северној подгорини Великог Кавказа, у котлини кроз чији централни део протиче река Баканка, притока Адагума.
Станица лежи на око 10 км југозападно од рејонског центра, града Кримска, односно на око 95 километара југозападно од покрајинске престонице Краснодара. Кроз насеље пролази магистрални друм и железничка пруга која спаја градове Кримск и Новоросијск.

## Историја
Савремено насеље основано је 1862. године и развило се на месту на ком је три године раније − 1859 − подигнут козачки војни логор. По подацима од 1. јула 1862. у насељу је живело 286 становника, углавном пресељеника из северних станица, Новоџерелијевске, Кисљаковске и Новокорсунске.
Административни статус станице обнавља 1888. године (привремено укинут 1871), исте године кроз насеље пролази и железница која је повезивала Јекатеринодар (данашњи Краснодар) са Новоросијском. Један кратак период (1934−1938) станица је служила као административни центар новоуспостављеног Грчког националног рејона. У фебруару 1958. административно је унапређена у ранг варошице и тај статус је задржала све до 2001. када је враћено првобитно административно звање.
У јулу 2012. станицу је захватила велика бујична поплава, након што се река Баканка због обилних киша излила из корита. Том приликом је причињена велика материјална штета, а неколико особа је смртно срадало.

## Демографија
Према подацима са пописа становништва 2010. у селу је живело 8.277 становника.
| 2002. | 2010. |
| ----- | ----- |
| 8.538 | 8.277 |